# Bravo (журнал)
Bravo — немецкий молодёжный журнал, выходящий с 1956 года. Основной выпуск выходит на немецком языке, также выходит на польском, чешском, португальском, сербском, словенском, испанском, румынском, венгерском, болгарском языках для аудиторий европейских стран. 
Основная аудитория — молодёжь от 14 до 20 лет. Немецкая версия журнала выходила до декабря 2014 г. еженедельно. После стала выходить один раз в 14 дней.
Bерсии на других языках могут выходить иначе (на русском в разное время выходил еженедельно и раз в две недели).
Основан в Мюнхене колумнистом Петером Бёнишом и издателем Гельмутом Киндлером, первый номер вышел тиражом 30 тыс. экземпляров. С 1968 года издаётся гамбургской медиагруппой Bauer, но редакция оставлена в Мюнхене. Тиражи одного выпуска в 1970-е годы превышали 1 млн экземпляров, в 1996 году каждый номер выходил тиражом 1,4 млн экземпляров, после этого тиражи снизились, к 2006 году составив около 460 тыс. экземпляров.
Американская поп-певица Бритни Спирс, которая была культовым феноменом среди подростков в конце 1990-х и начале 2000-х годов, является рекордсменом по количеству появлений на обложке (56).
Первоначально существовал только один журнал Bravo, в дальнейшем следующие бренды являлись или являются частью т. н. Bravo Family:
- Bravo.de (интернет-портал для подростков, независимый от журнала)
- Bravo Girl (целевая аудитория — девушки, с 1988 по 2023 год)[3][4]
- Bravo Screenfun (для фанатов видеоигр и консолей, с 1997 по 2009)[5]
- Bravo Sport (спортивный журнал, с 1994 года)[6]
- Bravo Sport TV (спортивное телешоу)[7][8]
- Bravo TV (молодежный телевизионный журнал)
- Bravo Hits (регулярно издаваемый музыкальный сборник)
- Bravo Hip Hop Special (выходил шесть раз в год, уделяя особое внимание хип-хопу, рэпу и R'n'B, с 2005 по 2012 год)